# Barbut de collar
El barbut de collar (Lybius torquatus) és una espècie d'ocell de la família dels líbids (Lybiidae).

## Descripció
- Mascle amb parts superiors grises i inferiors blanquinoses. Bec fort de color negre. Front, cara i gola de color vermell. Resta del cap, clatell, coll i part superior del pit de color negre.
- Femella semblant al mascle però amb els color menys marcats.

## Hàbitat i distribució
Habita sabanes i boscos poc densos d'Angola, sud-est de la República Democràtica del Congo, Ruanda, Burundi, sud d'Uganda, Tanzània, sud de Kenya, Malawi, Zàmbia, Moçambic, Zimbàbue, nord-est de Namíbia, nord i sud-est de Botswana i est de Sud-àfrica.